# Турбе
Турбе је насељено мјесто у Босни и Херцеговини, у општини Травник, које административно припада Федерацији Босне и Херцеговине. Према попису становништва из 2013. у насељу је живјело 3.890 становника.

## Географија
Турбе је удаљено 7 km од Травника на магистралној путу према Доњем Вакуфу. Некада је било општина, но данас је тек мјесна заједница, једна од највећих у земљи. Турбе се налази у долини Лашве, изнад које је планина Влашић, позната и као центар зимског туризма.

## Становништво
|                      | 2013.          | 1991.           | 1981.           | 1971.          |
| Укупно               | 3 890 (100,0%) | 4 549 (100,0%)  | 3 519 (100,0%)  | 1 816 (100,0%) |
| Бошњаци              | 3 460 (88,95%) | 2 154 (47,35%)1 | 1 658 (47,12%)1 | 798 (43,94%)1  |
| Хрвати               | 255 (6,555%)   | 996 (21,89%)    | 731 (20,77%)    | 454 (25,00%)   |
| Срби                 | 39 (1,003%)    | 1 056 (23,21%)  | 774 (21,99%)    | 486 (26,76%)   |
| Босанци              | 29 (0,746%)    | –               | –               | –              |
| Муслимани            | 28 (0,720%)    | –               | –               | –              |
| Роми                 | 23 (0,591%)    | –               | 3 (0,085%)      | 2 (0,110%)     |
| Босанци и Херцеговци | 12 (0,308%)    | –               | –               | –              |
| Албанци              | 11 (0,283%)    | –               | 7 (0,199%)      | –              |
| Неизјашњени          | 10 (0,257%)    | –               | –               | –              |
| Непознато            | 9 (0,231%)     | –               | –               | –              |
| Остали               | 9 (0,231%)     | 34 (0,747%)     | 16 (0,455%)     | 6 (0,330%)     |
| Југословени          | 4 (0,103%)     | 309 (6,793%)    | 322 (9,150%)    | 60 (3,304%)    |
| Црногорци            | 1 (0,026%)     | –               | 8 (0,227%)      | 9 (0,496%)     |
| Македонци            | –              | –               | –               | 1 (0,055%)     |

1. 1 На пописима од 1971. до 1991. Бошњаци су пописивани углавном као Муслимани.

## Образовање
У Турбету дјелује једна основна школа (ОШ Турбе) која броји око 1000 ученика.

## Привреда
Прије рата Турбе је била веома добро развијена мјесна заједница са фабрикама попут Металорада и Столичаре (фабрика столица) које су биле велики фактор у економском развитку Турбета. Поред поменутих важно је споменути и јаку шумску индустрију чији је највећи ослонац било предузеће Шумарија.
У току ратних разарања уништене су скоро све привредне дјелатности у граду и дуго послије рата нити једна од ових поменутих фабрика није успјела у потпуности да се опорави и поврати своје пријератне капацитете. Дио творнице столица претворен је у пилану која се тренутно налази у приватном власништву. Отворен је и низ мањих фабрика као што су Дрвопромет, Пољорад...
Као и прије рата тако и послије њега у Турбету је главна економска грана остала експлоатација шуме и пољопривреда.

## Спорт
Најпознатији спортски клуб из Турбета је ФК Влашић Турбе. У Турбету дјелује и карате клуб „Салко Чурић“. Такође у Турбету постоји низ невладиних организација, међу којима је и Планинарско друштво „Галица“ које је домаћин слета планинара Босне и Херцеговине за 2009. годину у свом новоизграђеном објекту на планини Влашић. Недалеко од Турбета на планини Влашић налази се скијашки центар Бабановац, који је данас најважнији туристички центар средишње Босне.